# Falange Española
Falange Española (FE) fue un partido político español de ideología fascista fundado el 29 de octubre de 1933 por Alfonso García Valdecasas, Julio Ruiz de Alda y José Antonio Primo de Rivera, primogénito del fallecido dictador Miguel Primo de Rivera. El 15 de febrero de 1934 FE se fusionó con las Juntas de Ofensiva Nacional-Sindicalista (JONS), fundadas por Onésimo Redondo y Ramiro Ledesma Ramos, entre otros. El nuevo partido se denominó Falange Española de las JONS (FE de las JONS).
Tras el éxito del fascismo italiano con la Marcha sobre Roma de Benito Mussolini en 1922, fracasaron los diversos intentos de crear en España una organización fascista al estilo de la italiana. En esos años, con gobiernos autoritarios, la derecha y los sectores financieros y empresariales más reaccionarios sintieron la necesidad de un partido fascista que había demostrado ser un buen freno en Europa al desarrollo de movimientos de masas de izquierdas. Instaurada la Segunda República, iniciado el proyecto democratizador, cristalizan los primeros intentos en Falange Española, promovida por estos sectores reaccionarios. 
El triunfo de Hitler y la poca implantación del principal partido fascista de España, las Juntas de Ofensiva Nacional-Sindicalista (JONS) de Ramiro Ledesma Ramos y Onésimo Redondo, hacen que, en 1933, la extrema derecha española, representada por empresarios industriales y financieros, emprenda la búsqueda de un líder carismático para el fascismo español, encontrándolo en José Antonio Primo de Rivera, hijo del anterior dictador, que ya mantenía posiciones conservadoras y autoritarias. Falange Española se dio a conocer en un mitin celebrado en el Teatro de la Comedia de Madrid el 29 de octubre de 1933.
En el periodo de la Segunda República desempeñó un importante papel en el desarrollo de los acontecimientos que condujeron a la Guerra Civil. Nace apoyada por las fuerzas reaccionarias y partidos de la derecha que la utilizan como fuerza de choque. No consigue un apoyo popular significativo, pero sus frecuentes razias y enfrentamientos con los grupos más radicales de la izquierda, principalmente con las organizaciones juveniles, sus actos violentos y asesinatos contribuyeron a crear un clima de inseguridad y violencia propicio para las intentonas militares.

## Ideología
La derecha se reorganizó y formó las Juntas Ofensivas Nacional Sindicalistas (JONS), apoyadas tanto por la Iglesia como por los militares. Se creó también la Falange dirigida por José Antonio Primo de Rivera, hijo del anterior dictador, con una posición originariamente fascista y nazi claramente asumida pero que más adelante fue matizada con el argumento de que, por encima de todo, la organización era española.
Octavio Rodríguez Araujo, Derecha y ultraderecha en el mundo.

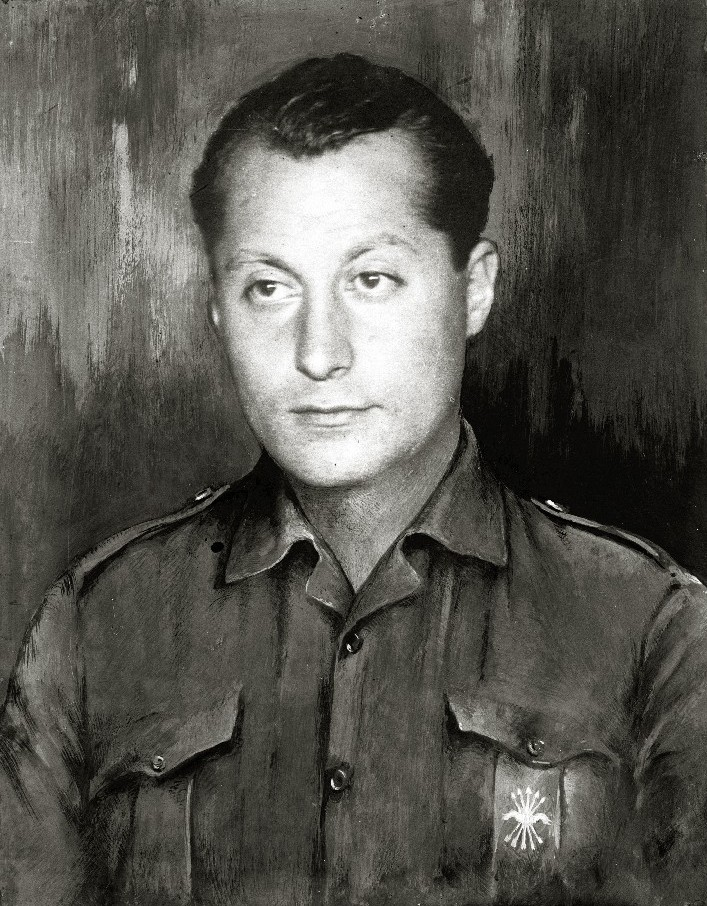
José Antonio Primo de Rivera, fundador de Falange Española y primer jefe nacional.

La ideología de Falange es el nacionalsindicalismo. Se trataba de un fascismo a la italiana con componentes tomados del catolicismo. José Antonio Primo de Rivera y Rafael Sánchez Mazas, sus fundadores, se interesaron por un fascismo de cuño italiano y en los primeros tiempos no se opusieron al empleo de la etiqueta "fascista". A juicio del historiador conservador estadounidense Stanley Payne, la Falange no se diferenciaba en lo fundamental del partido fascista italiano, utilizando en ocasiones su misma retórica. No obstante, el falangismo dispuso de rasgos propios, entre los que destacaba su catolicismo. También la unidad de España se enuncia en el segundo punto programático: «España es una unidad de destino en lo universal». Y al imperialismo característico de otros movimientos fascistas, enunciado en el punto tercero («Tenemos voluntad de imperio… Reclamamos para España un puesto preeminente en Europa»), añade un carácter panhispánico: «Respecto de los países de Hispanoamérica, tendemos a la unificación de cultura, de intereses económicos y de poder». A diferencia de otros fascismos y a pesar de su retórica, la Falange no pretendía un "Estado Nuevo" y un "hombre nuevo", sino que estos serían consecuencia del tradicionalismo católico.
La Falange propugnaba la creación de un Estado Sindical totalitario en el que la “lucha de clases” sería superada por el Sindicato Vertical, que agruparía en un mismo organismo a empresarios y trabajadores organizados por ramas de la producción. La propiedad de los medios de producción se sindicalizaría[cita requerida] y se administraría de forma autogestionada [cita requerida]. Estando históricamente financiada, principalmente, por el capital y teniendo considerables afinidades con el resto de fuerzas de la derecha radical, siempre ha manifestado una repulsa demagógica del sistema capitalista. A su ideario político se une como elemento populista un ambiguo programa de reformas sociales calificado por los falangistas de "revolucionario".

## Historia

### Segunda República
En 1933, José Antonio Primo de Rivera comienza a interesarse por la ideología fascista. En febrero junto a Manuel Delgado Barreto (antiguo colaborador de su padre), director del diario conservador La Nación, lanzan el periódico El Fascio. Al intento se suman Rafael Sánchez Mazas y Juan Aparicio López. De El Fascio solo llegará a imprimirse un número y buena parte de sus ejemplares fueron retirados por la policía. En ese número colaboran con sus artículos el propio Primo de Rivera (que firma el artículo «Orientaciones para un nuevo Estado» bajo la inicial "E" de Marqués de Estella) y Ramiro Ledesma. Completan el periódico extensos artículos sobre Mussolini y Hitler. No obstante el fracaso, el grupo sigue reuniéndose y pronto se unen a ellos Julio Ruiz de Alda y Alfonso García Valdecasas. Juntos forman el Movimiento Español Sindicalista, en cuya propaganda figuraba como subtítulo Fascismo Español (FE).
En agosto, con la intermediación del ultraderechista vasco José María de Areilza, la dirección de MES-FE se reúne con Ramiro Ledesma para procurarse su apoyo. No se llega a ningún acuerdo, ya que Ramiro Ledesma solo contempla la posibilidad de que el nuevo grupo se integre en las JONS. En octubre José Antonio Primo de Rivera viajó a la Italia fascista, donde se entrevistó con el dictador Mussolini y visitó la sede del Partito Nazionale Fascista, con el propósito de obtener consejos e información para la organización de un movimiento análogo en España.
El domingo 29 de octubre tiene lugar la fundación formal de la Falange en el Teatro de la Comedia, de Madrid. En su discurso fundacional Primo de Rivera, entre otras cosas, diría:

La Patria es una unidad total en la que se integran todos los individuos y todas las clases; la Patria no puede estar en manos de la clase más fuerte ni del partido mejor organizado. La Patria es una síntesis trascendente, una síntesis indivisible, con fines propios que cumplir; y nosotros lo que queremos es que el movimiento de este día, y el Estado que cree, sea el instrumento eficaz, autoritario, al servicio de esa unidad irrevocable que se llama Patria.[...]

Que desaparezcan los partidos políticos. Nadie ha nacido nunca miembro de un partido político; en cambio nacemos todos miembros de una familia; somos todos vecinos de un municipio; nos afanamos todos en el ejercicio de un trabajo...[...]

Si nuestros objetivos han de lograrse en algún caso por la violencia, no nos detengamos ante la violencia. [...] Bien está la dialéctica como primer instrumento de comunicación, pero no hay más dialéctica admisible que la dialéctica de los puños y de las pistolas cuando se ofende a la justicia y a la Patria.

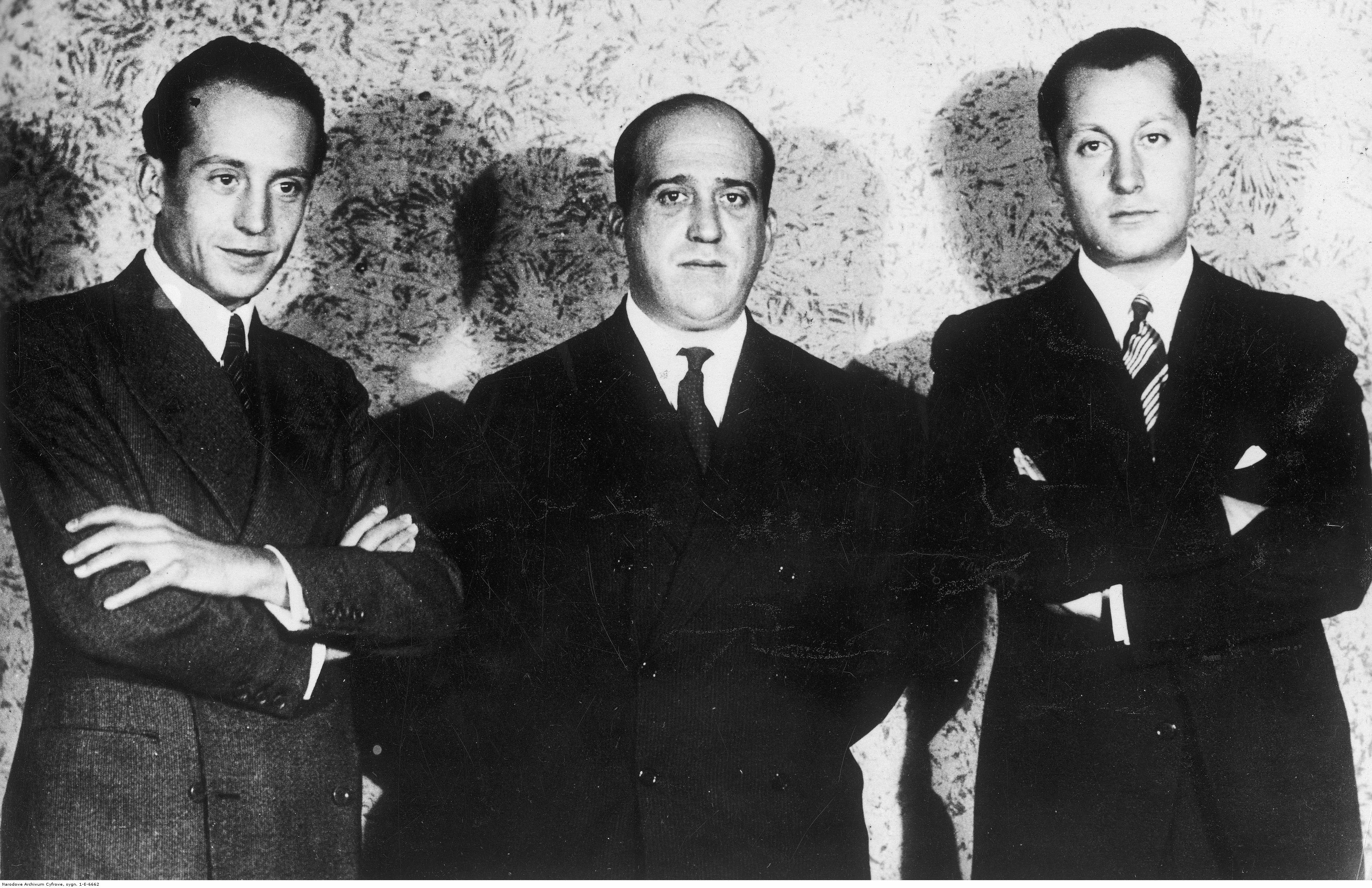
Ruiz de Alda (centro) junto a Valdecasas y Primo de Rivera, en el mitin fundacional de Falange en el Teatro de la Comedia de Madrid, el 29 de octubre de 1933.

Los meses siguientes, la Falange se disputa con las JONS la escasa capacidad de convocatoria del fascismo. Las JONS dejan de recibir las escasas aportaciones que recibiera de sectores financieros que ahora, junto a los monárquicos, se decantan por financiar a la Falange. La Falange, con más capacidad de maniobra, capitaliza la llegada de nuevos adeptos, logrando rápidamente superar en número de afiliados a las JONS. Ramiro Ledesma, sin los apoyos de la oligarquía financiera, recibe presiones para que se fusione con la nueva Falange. El 11 de febrero de 1934 el Consejo Nacional de las JONS se reúne para considerar la posible fusión con Falange, y el 15 de febrero, con la aprobación del Consejo Nacional, se alcanza el acuerdo con la Falange, según el cual la nueva formación se denominaría FE de las JONS y estaría dirigida por un triunvirato, dos miembros de Falange: Primo de Rivera, Ruiz de Alda; y uno de los JONS: Ramiro Ledesma.
Los resultados electorales de la Falange durante la Segunda República fueron siempre muy escasos. Esta pobreza de resultados se debió a varias razones, entre ellas, que en España no había un nacionalismo fuertemente arraigado, sino que por el contrario, existían fuertes sentimientos nacionalistas periféricos (por ejemplo, los nacionalismos catalán, vasco y gallego), esto privaba a la ideología fascista, basada sobre todo en el ultranacionalismo, de su principal baza; también a la escasa secularización de la sociedad española y al éxito de otras fuerzas de derechas como la CEDA. El socialista Luis Araquistáin publica en abril de 1934 un artículo en el periódico estadounidense Foreign Affairs en el que analiza las escasas posibilidades del fascismo en España:

En España no puede producirse un fascismo del tipo italiano o alemán. No existe un ejército desmovilizado como en Italia; no existen cientos de miles de jóvenes universitarios sin futuro, ni millones de desempleados como en Alemania. No existe un Mussolini, ni tan siquiera un Hitler; no existen ambiciones imperialistas, ni sentimientos de revancha, ni problemas de expansión, ni tan siquiera la cuestión judía. ¿A partir de qué ingredientes podría obtenerse el fascismo español? No puedo imaginar la receta.

Tampoco consiguieron una solvencia económica. Aunque, en principio, recibiera más apoyos de grandes financieros y terratenientes que las JONS, estos no fueron suficientes hasta que en 1935 fuese subvencionada mensualmente con 50.000 liras por el gobierno italiano. Subvención que fue reducida a la mitad para, posteriormente, ser retirada tras los pobres resultados electorales de 1936. Ni la doctrina nacionalsindicalista logró atraer a los trabajadores, encuadrados éstos en los sindicatos de clase mayoritarios (UGT y CNT). En este periodo no consiguió tener ningún diputado en las Cortes, ya que aunque José Antonio Primo de Rivera consiguió el acta de diputado en las elecciones de noviembre de 1933, lo hizo a través de una candidatura conservadora de Cádiz, denominada Unión Agraria y Ciudadana.

### Violencia durante la República
En el periodo de la Segunda República las organizaciones juveniles se caracterizaron por su carácter violento. Las juventudes de izquierdas se proclamaban revolucionarias y las juventudes de derechas, antiliberales. Los enfrentamientos entre ambas eran frecuentes. Unas y otras, escapando al control de sus respectivos partidos, contradecían abiertamente la actividad de estos en el Parlamento. La situación en el ámbito laboral no era mejor, las organizaciones obreras se enfrentaban a grupos de pistoleros al servicio de los intereses de los patronos. En este contexto surge la Falange Española con la práctica de la violencia como parte de su ideario. 
Como otros movimientos fascistas, FE puso especial interés en encuadrar en sus filas a jóvenes, organizándolos en una estructura paramilitar y canalizando su rebeldía hacia la práctica metódica y organizada de la violencia política. En las fichas de afiliación había una casilla en la que se hacía constar si se poseía "bicicleta", eufemismo de pistola, y se entregaban porras flexibles forradas de metal. En enero de 1934 el periódico republicano La Voz publicó un documento interno en el que se teorizaba sobre la violencia y se daban instrucciones precisas de cómo ejercerla:

Fracasadas rotundamente las tentativas de actuaciones por procedimientos legales, e impotentes hoy para contener el avance de la ola roja, cuya práctica y procedimientos son genuinamente violentos, a la violencia habrá que recurrir para contener y luego destruir ese peligro que pretende acabar con la civilización.

Los golpes de mano han de estar perfectamente preparados con anterioridad hasta en los menores detalles y llevados a cabo con personas de confianza… Sus objetivos están en todas partes: en la calle y bajo techado, de día y de noche, sobre personas o sobre cosas, y son de un efecto tan grande que, llevado y ejecutado con precisión y audacia pueden resolver situaciones muy comprometidas […]
La lucha de masas: […] Su modalidad de empleo es la lucha a fondo, y va precedida de la provocación, aun cuando a veces se emplea también la sorpresa. La fuerza que la ejecuta es, como mínimo, la Falange (formada por 33 individuos: tres ‘escuadras’ compuestas por 9 afiliados, un jefe y un subjefe), unidad a propósito para esta clase de actuaciones, pues por sí sola lleva a todos los medios combativos necesarios.

Ejecución de la lucha: Divididos en escuadras y en contacto estrecho entre individuos de cada una de ellas, para que nunca quede ninguno aislado, se distribuirán estratégicamente, procurando rodear al contrario y, a una señal convenida del jefe de la falange, actuarán con la mayor violencia…

Las milicias denominadas Falange de la Sangre (posteriormente pasó a llamarse Primera Línea), estuvieron dirigidas inicialmente por el militar retirado Luis Arredondo. Comenzaron a provocar y mezclarse en escaramuzas. Se sucedieron los altercados callejeros y las operaciones de castigo. La distribución de su publicación F.E., voceada por sus propios militantes (los quioscos se habían negado a distribuirla presionados por las organizaciones de izquierdas), propició los principales focos de enfrentamientos. Falange, en la Universidad de Madrid, creó un sindicato de estudiantes, el SEU, en contraposición al mayoritario FUE, con el objetivo de "destruirle". El 25 de enero de 1934 se llevó a cabo una de esas operaciones de castigo contra el FUE en la Facultad de Medicina, dejando a un miembro de la FUE gravemente herido. 
Los primeros muertos se produjeron en el bando de la Falange. El 7 de febrero de 1934, dos semanas después del incidente de la Facultad de Medicina, Matías Montero, estudiante de medicina y cofundador del SEU, murió tiroteado cuando regresaba a su casa después de haber distribuido F.E.. Durante todo el año 1934 se suceden las continuas agresiones, sobre todo contra afiliados, simpatizantes y locales de la Falange y de la derechista Acción Popular, según se recoge en los diarios de la época.
Por la dialéctica de la Falange, se esperaba que esta muerte fuese vengada, lo que no ocurrió. Desde los medios de comunicación comenzaron a ironizar sobre el carácter fascista de Falange. Wenceslao Fernández Flórez los llamó franciscanistas y no fascistas. En las páginas del ABC el escritor Álvaro Alcalá-Galiano se preguntaba ¿Dónde están las misteriosas legiones fascistas? A FE se la llamó Funeraria Española y a Primo de Rivera, Juan Simón el Enterrador. En F.E. se contestó a estas críticas: "Falange Española aceptará y presentará combate en el terreno que le convenga, Falange Española no se parece en nada a una organización de delincuentes, ni piensa copiar los métodos de tales organizaciones, por muchos estímulos oficiosos que reciba".
A finales de febrero y principios de marzo, en Valladolid muere asesinado otro militante falangista, otro en Gijón y un tercero en Madrid. Estas muertes coinciden con la destitución de Arredondo al frente de la Falange de Sangre, sustituido por el aviador Juan Antonio Ansaldo, que las organizó con el más puro y sangriento estilo fascista. Los falangistas tardaron semanas en responder con contundencia a estas agresiones […] ello era así, no por que los responsables de FE fueran partidarios de una política de contemporización frente a la presión de las organizaciones obreras, sino por las propias carencias de Falange. Desde las filas de Falange se protestó por la inacción ante la sangría que se estaba produciendo. El líder de las JONS, Ramiro Ledesma, se sumó a las críticas:

Ocurrió que la presencia de F.E. se hizo con excesivos optimismos y gesticulaciones. Hay que ser más parcos en el vocabulario de la violencia, sobre todo cuando no se puede dar cumplimiento a sus frases, o cuando hay casi seguridad de que el enemigo las va a creer al pie de la letra.

A partir de abril, con la fusión de las JONS, las milicias se fortalecieron con la incorporación de los jonsistas. Comenzaron a ser más efectivas en sus represalias, dedicándose también al desarrollo de una táctica de terror contra las organizaciones de izquierda. La primera víctima mortal en las filas de las formaciones de izquierda se dio el 10 de junio de 1934, cuando un comando de FE de las JONS, como represalia a la muerte, ese mismo día, de uno los suyos, tiroteó a un grupo de excursionistas de las Juventudes Socialistas matando a la joven Juanita Rico, dejando incapacitado a su hermano menor e hiriendo de bala a otros varios.
La actividad de la Falange estuvo dificultada por frecuentes clausuras de sus locales y la prohibición de muchos de sus actos a causa de los numerosos incidentes violentos que protagonizaban. Sus milicias no dudaron en utilizar a adolescentes en sus acciones como se demostró con la muerte en un enfrentamiento con armas del estudiante de bachillerato Jesús Hernández de quince años de edad. Integrado en el SEU se demostró que, al igual que sus compañeros de la misma edad, portaban pistolas.
El 16 de junio de 1934 murió otro falangista adolescente, Antonio Castillo, de 16 años, mientras jugaba con su arma en la madrugada en la que hacía guardia en la sede de la calle Marqués de Riscal de Madrid. 
La Falange nació como una fuerza antiparlamentaria que contemplaba la violencia como método para alcanzar sus fines:

Pero no saldrá de ahí nuestra España ni está ahí nuestro marco [el parlamento]. Esa es una atmósfera turbia, ya cansada, como de taberna al final de una noche crapulosa. No está ahí nuestro sitio. Yo creo, sí, que soy candidato; pero lo soy sin fe y sin respeto. [...] Nuestro sitio está al aire libre, bajo la noche clara, arma al brazo y, en lo alto, las estrellas.
Primo de Rivera, discurso fundacional de la Falange.

Ese espacio que anunciaba Primo de Rivera en su discurso fue la desestabilización política y la conspiración.